# Sinagoga Alta (Praga)
La Sinagoga Alta (en checo: Vysoká synagoga) es una emblemática sinagoga del siglo XVI de la ciudad de Praga, República Checa. Al formar parte del centro histórico de Praga, clasificado como Patrimonio de la Humanidad por la Unesco desde 1992, el edificio se considera automáticamente Monumento Histórico de la República Checa.

## Ubicación
La sinagoga se encuentra ubicada en pleno distrito de Josefov, junto al Ayuntamiento Judío y a la famosa sinagoga Vieja-Nueva. Este conjunto de edificaciones forma el centro neurológico de la vida judía de Praga, y justo enfrente, al otro lado de la calle, se encuentra el antiguo cementerio judío flanqueado por otras dos antiguas sinagogas de la ciudad, la sinagoga Pinkas y la sinagoga Klausen.

## El edificio
La sinagoga consta de una sala casi cuadrada de techo alto abovedada al estilo renacentista, caracterizada por sus lunetos y adornos en estuco. La sala está estructurada en torno a pilastras y ventanas, estando la bima (tarima) en el centro y los bancos dispuestos circularmente contra las paredes. El interior de la sinagoga es el que mejor ha conservado su aspecto renacentista de todas las sinagogas de Praga.
En la pared oriental se encuentra el antiguo Hejal de 1691 diseñado al estilo barroco temprano muy estilizado con símbolos bíblicos, dos menorás a ambos lados del Aron y una inscripción tallada en una placa ornamentada en el tímpano. El tono del color original que se había perdido a lo largo de los siglos volvió a ser visible tras la restauración de 1982. Una renovada galería de mujeres con acceso propio se construyó en el lado sur de la sala a finales del siglo XVII. La emblemática lámpara de araña de la sinagoga data del siglo XVIII.
La sinagoga ocupa la primera planta del edificio, mientras que la segunda planta aloja actualmente un estudio. El nombre por el que se le conoce se debe tanto a su ubicación un tanto inusual en la primera planta del edificio, como a su posición como casa de culto principal de la comunidad judía de Praga de la época.

## Historia
La construcción de la sinagoga Alta, inaugurada en 1568, se llevó a cabo de la mano de Pankratius Roder por encargo del filántropo y presidente de la Comunidad Judía de Praga, Mordechai Maisel. El año exacto de su inauguración se conoce gracias a informes de David Gans, coetáneo historiador y cronista judío. Maisel, quien probablemente se inspiró en la Gran Sinagoga de Cracovia, construida en 1556, acabaría donando utensilios de plata y rollos de la Torá a la sinagoga. Décadas después, él mismo l tendría una sinagoga a su nombre (la sinagoga Maisel, también en el Josefov). 
La sinagoga Alta tuvo desde el principio acceso al Ayuntamiento Judío desde su planta superior, por lo que habrá servido para reuniones del Consejo de Ancianos y es posible que sirviera también para el tribunal rabínico (Bet-Din) de la ciudad.
Poco después de su inauguración, el edificio sufrió un incendio, siendo restaurado en 1691, estrenando un nuevo Hejal. También se aprovechó la oportunidad para construir una galería de mujeres con acceso propio a través de una escalera separada, y se amplió la sala de oración. 
En 1883, el arquitecto J. M. Wertmüller encabezó una importante renovación del edificio, tapiando el acceso al Ayuntamiento Judío y construyendo una nueva escalera. Además, se renovó la fachada dotándola de elementos más sencillos, confiriéndole un aspecto más moderno.
En 1907 se llevaron a cabo obras de renovación del barrio judío, en cuyo marco la sinagoga se unió al edificio a su este, permitiendo la reubicación de la entrada principal en el lado opuesto, dando a la calle Cervená que la separa de la sinagoga Vieja-Nueva.
Durante la Segunda Guerra Mundial, el mobiliario original de la sinagoga fue gravemente dañado. Sin embargo se pudieron conservar muchas de las pinturas originales y adornos de estuco que, una vez finalizada la guerra y formando la ciudad parte de Checoslovaquia, fueron incorporados al edificio poco a poco. Entre 1945 a 1950 se volvieron a celebrar en la sinagoga servicios religiosos, y a partir de principios de los años 1950 el edificio pasaría a albergar el museo judío del distrito, con una exposición enfocada principalmente a los textiles y tejidos utilizados en la sinagoga y por la comunidad judía. También hubo una exposición de antiguos libros hebreos.
A lo largo de las décadas siguientes, el edificio pasó por varias renovaciones y obras de restauración, concretamente en 1961, entre 1974 y 1979, y en 1982.
En 1994, tras la desintegración de Checoslovaquia, la comunidad judía recuperó la sinagoga para sus servicios, llevando a cabo una reforma que permitiría a partir de entonces la celebración de servicios diarios y el uso del edificio como espacio comunitario y para eventos, como bodas, circuncisiones y reuniones en días festivos. Al mismo tiempo se renovó la galería de mujeres, unida al edificio adyacente.